# Salif Coulibaly
Salif Coulibaly (ur. 13 maja 1988 w Bamako) – malijski piłkarz grający na pozycji pomocnika. Jest wychowankiem klubu Djoliba AC.

## Kariera klubowa
Swoją karierę piłkarską Coulibaly rozpoczął w klubie Djoliba AC ze stolicy kraju, Bamako. W 2008 roku zadebiutował w jego barwach w malijskiej Première Division. W latach 2009 i 2012 wywalczył z nim mistrzostwo Mali. W 2009 roku zdobył też Puchar Mali.
W sezonie 2012/2013 Coulibaly grał w irańskim klubie Esteghlal Chuzestan. W 2013 przeszedł do TP Mazembe, a w 2017 do Al-Ahly Kair.

## Kariera reprezentacyjna
W reprezentacji Mali Coulibaly zadebiutował w 2012 roku. W 2013 roku został powołany do kadry na Puchar Narodów Afryki 2013.